# Pedra rúnica de Kingittorsuaq
La pedra rúnica de Kingittorsuaq (antigament Kingigtorssuaq) és una pedra rúnica que va ser trobada a Kingittorsuaq, una illa de l'arxipèlag d'Upernavik al nord-oest de Groenlàndia. Està catalogada com GR 1 en la Rundata.

## Descripció
La pedra va ser trobada en 1824 en un grup de tres cairns que formaven un triangle equilàter en el cim d'una muntanya de la petita illa de Kingittorsuaq. La pedra es troba actualment en el Museu Nacional de Dinamarca a Copenhaguen.
L'origen de la pedra s'ha datat cap a l'edat mitjana. L' Enciclopèdia Catòlica cita com a data el 25 d'abril de 1135. No obstant això, William Thalbitzer l'ha datat cap a 1314 usant codis pentàdics. Uns altres han calculat entre 1250 i 1333. Tanmateix, tal com ha assenyalat l'historiador Finn Gad, la data que es dona sobre la pedra es pot interpretar de diverses maneres. Com a tal, no es pot, com es pensava anteriorment, prendre com a evidència per als tres caçadors anomenats sobre la pedra en aquesta regió.
L'última part de la inscripció rúnica no s'ha pogut desxifrar i aparentment és un grup de símbols sense sentit, però es creu que pot contenir un missatge secret.

## Inscripció
- En caràcters llatins:

÷ el=likr * sikuaþs : so=n:r * ok * baan=ne : torta=r son : ¶ ÷ ok enriþi * os son : laukardak*in : fyrir * gakndag ¶ hloþu * ua=rda te * ok rydu : ??????
- Transcripció en nòrdic antic:

| « | Erlingur Sigvaðs sonur og baarne Þorðarson og enriði ás son, laugardagin fyrir gakndag hloðu varða thessa og ryðu.. | » |

- Traducció al català:

| « | Erling Sigvatsson, Bjarne Thordarson i Enride Oddson, el dia de rentada [dissabte] abans de les rogacions [25 d'abril] van alçar aquest monticle i aclarint [referit al rebuig del terreny](?) | » |

## Runes sense desxifrar
Les sis runes que segueixen el text traduït no són desxifrades, però, tenen components d'un sol caràcter molt propers. Les primeres dues runes finals semblen tenir dos components, un sowilō (ᛋ) amb un mannaz (ᛘ) i/o algiz (ᛉ) a la part superior i inferior. Les tres runes següents també semblen tenir a la part superior i inferior el mannaz o algiz, però només amb un jēran (ᛄ).